# قانون صحة المرأة وحقوقها في مرض السرطان
قانون صحة المرأة وحقوقها في مرض السرطان تم التوقيع على القانون الأمريكي «صحة المرأة وحقوقها في مرض السرطان» والذي يعرف أيضا «بقانون جانيت» في 21 أكتوبر 1998، والذي ينص على حماية المريضات اللآتي يخترن عملية إعادة بناء الثدي المرتبطة بعملية استئصال الثدي.

## المسئولية
تدير كلاً من وزارة العمل ووزارة الصحة والخدمات البشرية هذا القانون والذي يوضح أن التأمين الجماعي وشركات التأمين وصندوق العلاج الطبي يجب أن يؤمنوا تكلفة الجراحة الترميمية بعد جراحة استئصال الثدي لمرضى سرطان الثدي حيث يشمل التأمين تكلفة جميع مراحل عملية إعادة بناء الثدي الذي تم استئصاله ثم تجرى بعد ذلك عملية إعادة بناء الثدي الآخر للحصول على شكل متناسق وأيضاً توفرالأطراف الصناعية وعلاج المضاعفات الجسدية جرّاء استئصال الثدي بما فيها مرض الاستسقاء اللمفاوي.

## نبذة
إن قصة هذا القانون ممتعة جداً، فقبل عام 1998 وعلى الرغم من أن هناك عدة دول لديها عدة قوانين تنص على أنه يجب على شركات التأمين الصحية أن تغطي تكاليف الجراحات الترميمية لم يكن هناك تشريعات اتحادية فالكثير من الدول لم تكن توفر مثل هذه الحماية، بالإضافة إلى خطط تأمين التمويل الذاتي للرعاية الصحية مثل الذي تقدمه الإتحادات عادة والتي تندرج ضمن توجيهات قانون حفظ الدخل للموظفين المتعاقدين، فهي أيضا لا تضمن مثل هذه الحماية. لقد تم تشخيص جانيت فرانجوت وهي امرأة ٌمن جزيرةٍ في جنوب شرق نيويورك تبلغ من العمر 32 سنة بمرض سرطان الثدي في اواخر سنة 1997, وقد احتاجت جانيت لإجراء عملية استئصال الثدي بعد تلقيها العلاج الكيميائي لمحاولة تقليص الورم ورغبت أيضا بإجراء عملية إعادة بناء الثدي، وعندما تم التواصل مع شركة التأمين علم الجراح د.تود ويدر أن تأمينها لا يغطي تكاليف الجراحة الترميمية اعتبارا بأنه أمر تجميلي، وأوصت الشركة باستخدام ترقيع الجلد، وواصل الدكتور العمل وأجرى لها العملية مجانا ولكنه كان غاضبا من قرار الشركة، بعد ذلك قرر الدكتور على عمل حملة لتغيير هذا القانون فتواصل مع عدة سياسيين وكان عضو مجلس الشيوخ آل دماتو من المؤيديين لتغيير هذا القانون، قال آل دماتو عندما علم بأن شركة التأمين رفضت التغطية المالية لعملية السيدة فرانجوت: «سيدي الرئيس، قررت أن أتصل على شركة تأمين السيدة فرانجوت وعندما تحدثت مع المدير الطبي قال لي:» إن إعادة بناء الثدي أمر غير مهم طبياً لأن الثدي لا يقوم بوظيفة في الجسم«...ولحسن الحظ وافق دكتورها تود ويدر أن يجري لها العملية مجاناً... أريد أن أسألك ياسيدي الرئيس كم من النساء في مثل حالة جانيت فرانجوت؟ وهل سيحظين بمثل الدكتور ويدر ليعتني بهن؟...كثير من النساء لم يقمن بهذه العملية لأن شركات التأمين تعد مثل هذه العمليات على أنها عمليات تجميلية وليست ضرورية، وهو أمر خاطئ إطلاقاً».
وفي 21 اكتوبر1998, تم توقيع قانون صحة المرأة وحقوقها لمرض السرطان على أنه قانون فدرالي، وسمي رسمياً «بقانون جانيت». وبعد إقرار هذا القانون، خاضت الآف النساء عمليات إعادة بناء الثدي بعد استئصاله، لكن على الرغم من ذلك فإن كثير من النساء لم يحصلوا على نتائج جيدة لعملية إعادة بناء الثدي فبالتالي يتخاصمن مع شركات التأمين لتغطية التكاليف لدى جراحيين متخصصين بالثدي بدلاًعن الأطباء العاميين الذين يصنفون في بعض الأحيان بأقل من المتوسط الوطني، وعلى الرغم من أن قانون 1998 كان ذو أهمية كبيرة إلا أن تنفيذه كان متفاوتا وكان تنفيذه العملي للنساء اللآتي يرغبن بإجراء عملية إعادة بناء الثدي بعد استئصاله يعد قليلاً، وحالياً لا يوجد أمر رسمي يسمح للنساء بأن يخترن الطاقم الجراحي ولا يوجد أمر رسمي بتغطية تكاليف المرضى في المستشفى بدلاً عن مركز الجراحة، وحالياً هناك تعديل مقترح لهذا القانون في ولاية كاليفورنيا لإعطاء المرأة القدرة على السيطرة على عمليتها العلاجية.
‌